# Axel Lapp
Axel Lapp (* 1966 in Konstanz) ist Leiter der MEWO Kunsthalle sowie des Strigel- und des Antoniter-Museums in Memmingen. Von 2005 bis 2013 war er Verleger des Berliner Kunstbuchverlags The Green Box.

## Biographie
Axel Lapp hat in Marburg, Essex und Manchester Kunstgeschichte und Museumskunde studiert. Er war Henry Moore Research Fellow an der Universität von Leeds (1998–2000) und Senior Post-Doctoral Researcher an der Universität von Sunderland (2009–2010). Daneben arbeitete er als Kunstkritiker, vorwiegend für englischsprachige Titel wie ArtReview und Art Monthly, sowie als Ausstellungskurator.
Für den Kunstbuchverlag The Green Box, den er 2005 zusammen mit Anja Lutz ins Leben gerufen hatte, hat Lapp von der Gründung bis 2013 zahlreiche Bücher herausgegeben und viele weitere betreut und initiiert.
Seit 2012 ist Axel Lapp Leiter der MEWO Kunsthalle in Memmingen. Seine erste Ausstellung in dieser Funktion war im März 2013 'KINO und der kinematografische Blick', mit Arbeiten von Omer Fast, Clemens von Wedemeyer, Ming Wong und vielen anderen.
Lapp lebt und arbeitet in Berlin und Memmingen.

## Veröffentlichungen (Auswahl)
- Jeanne van Heeswijk: Systeme, The Green Box, Berlin 2006 (Herausgeber und Autor), ISBN 978-3-908175-05-6
- 150 Jahre Kunstverein Konstanz, The Green Box, Berlin 2008 (Herausgeber und Autor), ISBN 978-3-908175-51-3
- A Brief History of Curating New Media Art, The Green Box, Berlin 2010 (Herausgeber mit Sarah E. Cook, Beryl Graham, Verina Gfader), ISBN 978-3-941644-20-5
- A Brief History of Working with New Media Art, The Green Box, Berlin 2010 (Herausgeber mit Sarah E. Cook, Beryl Graham, Verina Gfader), ISBN 978-3-941644-21-2
- Cornelia Renz: Night. Tail. Pieces, The Green Box, Berlin 2011 (Herausgeber und Autor), ISBN 978-3-941644-30-4
- Curating in the Caribbean, The Green Box, Berlin 2012 (Herausgeber mit David A. Bailey, Alissandra Cummins, Allison Thompson), ISBN 978-3-941644-32-8
- Marion Ermer Preis 2011, The Green Box, Berlin 2011 (Herausgeber und Autor), ISBN 978-3-941644-35-9
- Costa Vece: Revolucion – Patriotismo, The Green Box, Berlin 2012 (Herausgeber und Autor), ISBN 978-3-941644-34-2